# ブリストル (82型駆逐艦)
ブリストル（HMS Bristol、D23）は、イギリス海軍のミサイル駆逐艦。82型駆逐艦（Type 82 destroyer）の初号艦であり、またその唯一の建造艦である。ジェーン海軍年鑑では、当初は軽巡洋艦として扱っていたが、後に公式の種別を受け入れて駆逐艦として扱うようになった。

## 来歴
第二次世界大戦末ごろより、イギリス海軍はフリゲート用の誘導ミサイルの開発に着手していた。当初はBEN、1946年にはロングショット、1947年にはポップシー（Popsy）、これを英米共同開発としたモップシー（Mopsy）と数次に渡る開発計画が着手されては断念された。そして1960年より、小型艦用誘導兵器（Small Ship Guided Weapon, SIGS）の計画が着手された。これによって開発されたのがシーダート艦対空ミサイル・システムであり、その搭載艦の計画が82型の源流となった。
当初、SIGSは3,000トン級のフリゲートにも搭載可能なシステムとして構想されていた。このため、1961年4月より着手されたCF 299フリゲート計画では、リアンダー級フリゲートの後継艦として、その4.5インチ連装砲をSIGSに変更した3,500t級フリゲートとされていた。リアンダー級より若干高価になるものの、同じ進捗速度で整備を進めうるものと期待されていた。その後、アイカラ対潜ミサイルの搭載や艦砲の強化が要望事項に盛り込まれた結果、1963年5月に作成されたDS 321設計では全長430フィート (130 m)、排水量4,975tに大型化した。また、更に機関部のユニット化などによって船体幅が拡張された結果、1964年の最終設計では全長490フィート (150 m)、排水量7,700tの大型艦となった。
これは、当初構想されていたような、量産向きのDDG型リアンダー級とは程遠く、むしろ巡洋艦に近い規模であった。1962～3年の艦隊要件委員会では、スエズ運河より東側には空母機動部隊2個と両用戦部隊1個を配備する計画とされており、空母機動部隊と両用戦部隊はそれぞれ3～4隻ずつのシーダート搭載護衛艦を擁することが求められていたが、大型化に伴う建造費高騰を受けて、これら全てに82型を充当することは絶望的となった。このことから、1964年の計画では、6隻を建造し、空母機動部隊と両用戦部隊に1隻ずつを配備することとされた。また、後に建造数は8隻に増加した。
しかし1964年イギリス総選挙を受けて成立した労働党のハロルド・ウィルソン政権は、1966年度国防白書において、CVA-01級航空母艦の計画中止を決定した。これにより、将来的にイギリス海軍から正規空母が消滅することが確実になったことから、従来の艦隊整備計画は全て棚上げされ、第一海軍卿は将来艦隊計画作業部会（FFWP）を設置して、兵力整備コンセプトの抜本的な見直しに着手した。同作業部会での検討は多岐に渡ったが、水上戦闘艦に関しては、高コスト化してしまった82型のかわりに小型のミサイル駆逐艦の建造が勧告された。82型の計画そのものは生き残ったものの、建造数は1隻に限られ、また装備も一部削減された。これによって建造されたのが本艦である。

## 設計
船型はカウンティ級駆逐艦と同様の長船首楼型となった。艦の規模は軽巡洋艦に匹敵するものとなったが、設計基準や艤装品は駆逐艦の基準のままであった。カウンティ級と比して、排水量にして1,000t以上大型化したにもかかわらず、省力化措置を徹底したことにより、乗員は逆に減少した。なお減揺装置として、4組のフィンスタビライザーを備えていた。
主機関も、カウンティ級駆逐艦と同様のCOSAG方式が採用された。ただし船体の大型化にともなって出力強化が要望されたことから、ガスタービンエンジンは新世代のロールス・ロイス オリンパスTM1Aに変更された。また速力強化の要請から、蒸気タービンの強化も検討されたものの、これは実現せず、こちらはカウンティ級と同様になった。ボイラーはバブコック・アンド・ウィルコックス社製の水管ボイラー、蒸気性状は圧力49.2kgf/cm2, 温度510℃であり、蒸気タービンはAEI社製Y-102であった。
機関部は4区画構成で、艦首側からボイラー室、蒸気タービン室、減速機室、ガスタービン室とされている。なお排気によるレーダーなどへの悪影響を割けるため、艦橋構造物直後には蒸気タービンからの排気が導かれる1番煙突、そして後檣の後方にはガスタービンエンジンの排気を左右に分割した2・3番煙突が配されるという特徴的な配置となった。
電源容量は7,000キロワットを確保した。

## 装備

### C4ISR
戦術情報処理装置としては、カウンティ級駆逐艦バッチ2の搭載機を発展させたADAWS-2が搭載された。戦術データ・リンクとしては、イギリス軍・オランダ軍で標準的なリンク 10のほか、北大西洋条約機構（NATO）の標準であるリンク 11にも対応した。当初は衛星通信装置は搭載しない予定だったが、後にイギリス軍の標準的なスカイネットに接続するためのSCOT衛星通信装置を搭載したほか、1980年には対米通信装置としてAN/WSC-3も搭載した。
主たるセンサーとして、当初計画では、オランダと共同で開発していた3次元レーダーであるブルームスティック・レーダー（英軍呼称は988型）を搭載する予定であった。しかしコスト上昇のため、共同開発計画はのちに断念された。また捕捉レーダーとしては、当初はMRS-3 mod.3射撃指揮装置の一部となる993型レーダーが検討されていたが、艦砲の機種変更により、こちらも方針変更された。最終的には、早期警戒用の965P型レーダーと、目標捕捉用の992P型レーダーが搭載されることになった。
ソナーとしては、マルチモードの184型と海底捜索用の162型を、それぞれのハルドームに収容して搭載した。1980年代には、デジタル化・低周波化した2050型ソナーへの換装も検討されたが、これは実現しなかった。
電子戦装備としては、リアンダー級と同様のUA-8/9電波探知装置および667型電波妨害装置が搭載された。その後、電波探知装置については、防空用途にあわせて自動化を進めて瞬時周波数計測（IFM）機能などに対応した新型機であるUAA-1「アベイ・ヒル」に更新された。また電波妨害装置も670型に換装された。

### 武器システム
上記の経緯より、本艦の中核的な武器システムとなったのがシーダート（GWS.30）艦対空ミサイル・システムである。上部構造物の前後に火器管制レーダーを配し、船楼甲板後端部に連装ミサイル発射機を搭載した。弾庫容量は40発であった。なお、ミサイルは水線下の弾庫に垂直に2段に収容されており、チェーン・ホイストによって準備室に揚弾され、安定翼の取り付けとウォームアップを経て、油圧ラムにより発射機に装填される。
対潜兵器としては、船首甲板にアイカラ対潜ミサイルの単装発射機を、また船尾甲板にはリンボーMk.10対潜迫撃砲を装備した。また船尾甲板では、中距離魚雷投射ヘリコプター（MATCH; ウェストランド ワスプないしリンクス）への給油などが可能であった。ただしリンボーは1979年に、またアイカラ対潜ミサイルも1984年に撤去され、対潜兵器の運用は終了した。
艦砲としては、当初は81型フリゲートと同様の45口径114mm連装砲（4.5インチ砲Mk.6）およびMRS-3 mod.3射撃指揮装置が検討されていたが、1964年の設計変更により、新開発の55口径114mm単装砲（4.5インチ砲Mk.8）に変更された。砲射撃専用のレーダーは搭載されず、シーダート用の909型レーダーと目標捕捉用の992型レーダー、更に精密対水上捜索用の1006型レーダーが火器管制レーダーを兼用した。またフォークランド紛争で近接防空手段の欠如が問題になったことから、1983年の緊急改修で、GCM-A02 75口径30mm連装機銃2基とGAM-B01 85口径20mm単装機銃2基、Mk 36 SRBOCが追加搭載された。これは42型駆逐艦と同様の措置であり、同型と同様、30mm連装機銃をファランクスCIWSに後日換装する計画もあったが、こちらは実現しなかった。

## 艦歴
本艦はフォークランド紛争にも参加した。1984年から1986年にかけて近代化改修を受けたが、これに先立つ1984年7月17日にボイラーの爆発事故があった。
1987年からは士官候補生練習艦として使用され、1992年からは、カウンティ級駆逐艦「ケント」に代わってポーツマスで繋留練習艦として用いられていた。
2020年10月28日、「ブリストル」はイギリス海軍から退役した。イギリス海軍は本艦を将来的にスクラップ処分とする予定であるが、本艦の処分方針が報じられて以降、ポーツマス市議会議長ジェラルド・ヴァーノン・ジャクソンらによる保存運動が実施された。